# Насадка (химическая промышленность)
Насадка — загружаемые в абсорбер тела различной формы, на смоченной поверхности которых происходит процесс абсорбции. Поверхность насадки в единице объёма аппарата может быть довольно большой, и поэтому в сравнительно небольших аппаратах можно создать значительные поверхности массопередачи.
Насадки, применяемые для заполнения насадочных абсорберов, должны обладать большой удельной поверхностью и большим свободным объёмом. Кроме того насадка должна оказывать малое сопротивление газовому потоку, хорошо распределять жидкость и обладать коррозионной стойкостью в используемых средах. Для уменьшения давления на поддерживающее устройство и стенки насадка должна иметь малый объёмный вес.

## Виды насадок
Применяемые в абсорберах насадки можно подразделить на два типа:
- Регулярная (правильно уложенная) насадка
- Нерегулярная (засыпаемая внавал) насадка

К регулярным насадкам относятся Хордовая, кольцевая (при правильной укладке) и блочная насадки. К нерегулярным насадкам относятся: спираль Фенске, трёхгранная спирально-призматическая насадка (насадка Левина)

## Хордовая насадка
Эта насадка состоит из поставленных на ребро досок, образующих решетку. Решетки укладываются друг на друга так, чтобы в смежных решетках доски были повёрнуты на угол 90° (иногда 45°). Наиболее распространена деревянная хордовая насадка, изготовляемая из досок толщиной 10-13 мм и высотой 100—150 мм.

## Кольцевая насадка
Насадочные тела представляют собой цилиндрические тонкостенные кольца, наружный диаметр которых обычно равен высоте кольца. Диаметр насадочных колец изменяется от 25 мм до 150 мм. Насадочные кольца изготавливают чаще всего из керамики или фарфора, в некоторых случаях из углеграфитовых масс. Применяют также тонкостенные металлические кольца из стали или других металлов. Перспективно применение колец из пластических масс.

### Типы кольцевых насадок
- Кольца Рашига, кольца Палля
- Кольца с перегородкой
- Кольца с крестообразной перегородкой

## Седлообразная насадка
Эта насадка применяется для беспорядочной засыпки. Существует два типа сёдел. Сёдла Берля, поверхность которых представляет собой гиперболический параболоид, и седла «Инталокс» — часть тора. Седла «Инталокс» проще в изготовлении. Седлообразная насадка обладает меньшим гидравлическим сопротивлением и несколько большей эффективностью, чем кольца Рашига.

## Блочная насадка
Эта насадка используется в качестве регулярной и состоит из отдельных элементов большого размера (блоков).